# Camponotus herculeanus
Camponotus herculeanus é uma espécie de inseto do gênero Camponotus, pertencente à família Formicidae.Conhecidas no Brasil como "tracoá" ou "formiga carpinteira", faz formigueiros em árvores, mas pode também fazer no solo. 